# Municipio de Ocheyedan
Ocheyedan Township es municipio del condado de Osceola, Iowa, Estados Unidos. Según el censo de 2020, tiene una población de 614 habitantes.
Es una subdivisión exclusivamente geográfica, por cuanto el estado de Iowa no utiliza la herramienta de los townships como municipios.

## Geografía
El municipio está ubicado en las coordenadas 43°23′34″N 95°33′37″O / 43.39278, -95.56028. Según la Oficina del Censo, tiene una superficie total de 93.28 km², de los cuales 93.19 km² corresponden a tierra firme y 0.09 km² están cubiertos de agua.

## Demografía
Según el censo de 2020, hay 614 personas residiendo en la zona. La densidad de población es de 6.59 hab./km². El 94.46% de los habitantes son blancos, el 0.33% son afroamericanos, el 0.16% es amerindio, el 0.49% son asiáticos, el 1.47% son de otras razas y el 3.09% son de una mezcla de razas. Del total de la población, el 3.26% son hispanos o latinos de cualquier raza.